# 马有祥
马有祥（1964年6月—），男，汉族，河南获嘉人。1983年11月加入中国共产党，1984年8月参加工作，管理学博士，高级经济师。现任农业农村部副部长。

## 简历
曾任农业部农业贸易促进中心主任，常驻联合国粮农机构代表，中国农垦经济发展中心主任，农业部草原监理中心主任，农业部草原监理中心主任、农业部畜牧业司副司长（兼），农业部畜牧业司司长。
2018年8月，任农业农村部总畜牧师，畜牧兽医局局长。2019年4月，任农业农村部总畜牧师。
2021年4月，任农业农村部党组成员，总畜牧师（至2021年7月）。2021年5月，任农业农村部党组成员、副部长。